# Das Zimmer im Spiegel

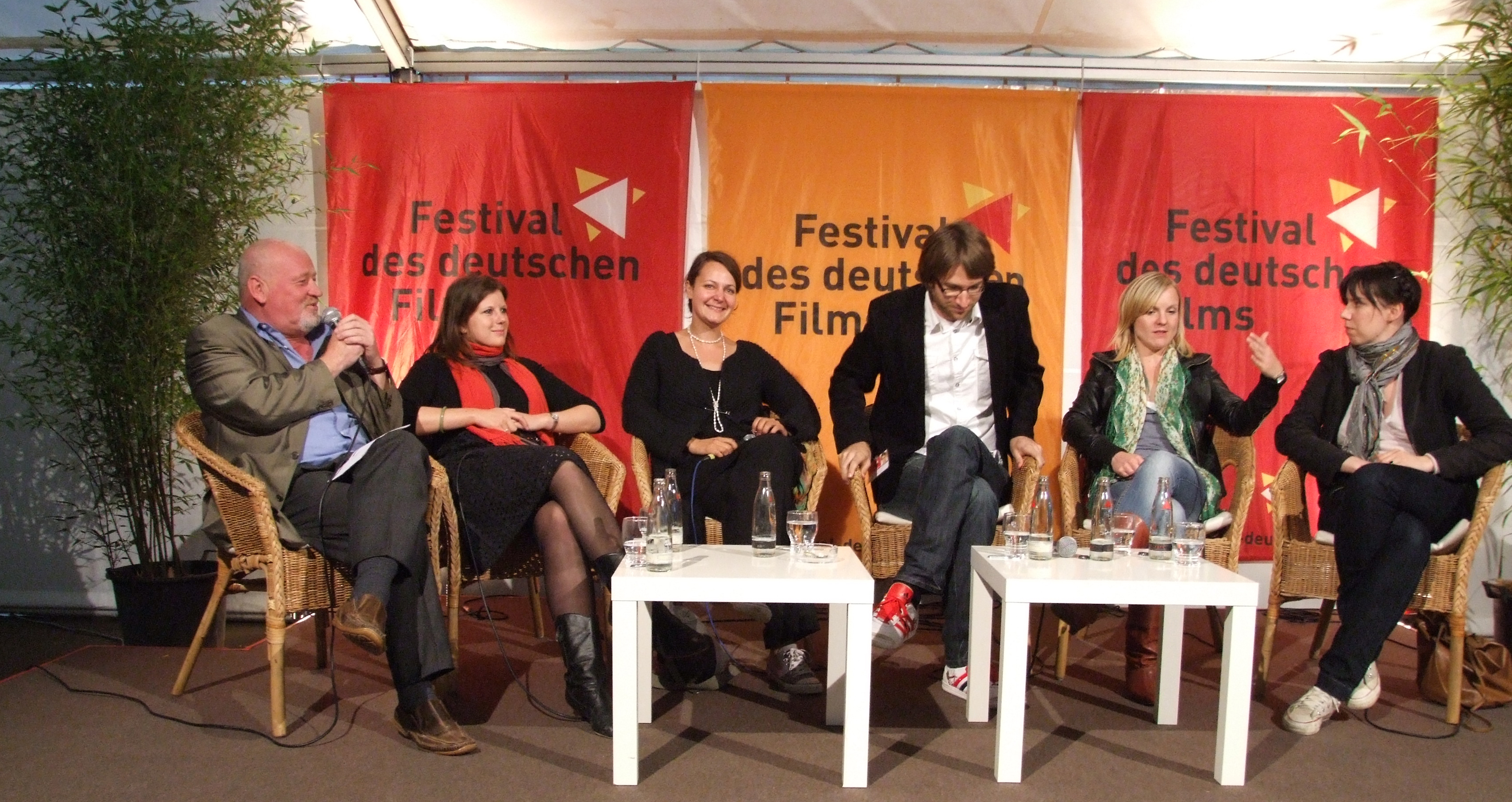
Die Macher und die Hauptdarstellerinnen des Films im Filmgespäch beim Festival des deutschen Films: 2. von links: Produzentin Isabella von Klass, 3. v. l.: Eva Wittenzellner, 4. v.L: Rudi Gaul, 5. v.L. Kirstin Fischer

Das Zimmer im Spiegel ist ein deutscher Film des Regisseurs Rudi Gaul. Der 2007 erschienene Film der Schattengewächs Filmproduktion GmbH ist seit 2009 im Vertrieb der MFA+ Filmdistribution e.K.

## Handlung, Set, Atmosphäre
Das Drama erzählt die Geschichte einer jüdischen Ärztin Luisa, die während der Zeit des Nationalsozialismus von ihrem Mann Karl in einem Zimmer im Dachgeschoss versteckt wird. Der Film, der in einem Abrisshaus gedreht wurde, spielt in einem einzigen Raum, während die Außenwelt nur durch Worte und Geräusche, wie die Gespräche des Nazipaares Niedermeyer in der Nachbarwohnung, oder eine Erschießungsszene vor dem Fenster sowie die Berichte der wenigen Besucher und durch Dialoge vor der Tür erfahrbar ist. Später findet auch die Widerstandskämpferin und Freundin des Mannes Judith Unterschlupf in dem Zimmer. Durch die erotische Spannung zwischen den Frauen in der Situation der Isolierung, Verfolgung und Gefahr erfährt der Film eine zusätzliche Dimension ebenso wie durch Phantasien und phantastische Elemente, in denen sich die Hauptdarstellerin verliert.
Bemerkenswert ist wie sorgfältig der Regisseur die Versuche der Hauptperson zeigt in der isolierten und heruntergekommenen Dachkammer Schönheit, Stil und Zivilisation, sei es durch Kleidung, Schuhe oder Besteck, sei es durch Bücher oder Lippenstift aufrechtzuerhalten. Neben der schauspielerischen Leistung der Hauptdarstellerin hierbei spielen der Einsatz einer 1930er-Jahre-Ästhetik und eine Verschiebung der Farbtöne eine Rolle.

## Kritik
„Klaustrophobisches surreales Kammerspiel, das sein geringes Budget durch seine einfallsreiche und suggestive Inszenierung wett macht.“

## Auszeichnungen
- 2009: Auszeichnung Bester Nachwuchsfilm Fünf Seen Filmfestival[1]
- 2009: Nomination Max-Ophüls-Preis[2]
- 2009: Nomination First Filmmakers Award Mostra del Cinema Sao Paulo[3]

## Musik
Teil des authentischen 30er-Jahregefühls ist auch die von Konstantin Wecker komponierte Musik, dieser übernahm auch die Sprechrolle des Nazis Niedermeyer.